# 水浒笑传
《水浒笑传》（英語：Laughter of the Water Margins）(花田囍事2)，1993年上映的剧情片和喜剧片，导演高志森，主演许冠英、许冠杰、毛舜筠、吴孟达、沈殿霞、黄霑、吴志雄、黄光亮、黄百鸣。改编自明朝施耐庵《水浒传》當中武松於陽谷縣的故事。

## 剧情
北宋，武松路过一家小店，进去喝茶，店主免费请客人品尝新酒，当他刚刚端起碗喝时，被史进、林冲和宋江碰着被子掉落在地上，武松大怒，亮出拳头去揍他们，武松打败林冲和史进，宋江主动求和，并且请他加入他们的团队，武松没有答应，说要回阳谷县找自己的哥哥，宋江提醒他阳谷县必须经过景阳冈，上面有白老虎，武松表示他不怕。武松果然遇到了老虎，但是老虎被猎户杀了。猎户剥了老虎皮披在身上，醉了的武松以为猎户是老虎，追过去打，猎户丢了虎皮就跑了。武松也因此被誉为英雄，并且被知县任命为都头。武大郎身材高大，相貌丑陋，他的妻子潘金莲是个美艳风流的女人，武大郎每天假装自己是个矮子在街上卖烧饼，同时推销自己的妻子，钓凯子然后恐吓对方收取金钱。武松回家之后，搬回到家里和哥哥嫂子一起同住。武大郎和潘金莲嫌弃武松，变着法子赶他走。一日，武大郎在街上卖烧饼，遇到了刚刚从妓院出来的西门庆，武大郎向他推荐家里的妻子潘金莲，西门庆答应他有空去他家光顾。为了防止耿直的弟弟武松断了财路，武大郎和潘金莲盘算赶走他，一日，天降大雨，武松刚刚回来，淋湿了身子，潘金莲搬炉子给他烤火，给他吃辣椒驱寒，而后给他喝了一碗酒，发酒疯的武松乱性，想要强奸嫂子潘金莲，这时候，躲在角落的武大郎窜出了，一碗水喷在武松脸上，武松顿时清醒了，潘金莲控诉武松强奸她，武大郎把武松赶出了家门。潘金莲为了钓得西门庆，和当地草药医生肥仙姑设计引诱他上门。翌日，西门庆到肥仙姑那去买药，肥仙姑把摊子摆在潘金莲家的街道上，见到西门庆来了，肥仙姑大喊他的名字，潘金莲听到之后，推开窗子，往下面丢竹竿，丢了四五根之后，终于最后一根砸中了西门庆的头，西门庆回头一看，见到美艳的潘金莲，爱慕不已，怒气全消。肥仙姑告诉西门庆，潘金莲每天都在她那学习针织女工，她叫西门庆打扮得衣冠楚楚来和潘金莲约会。第二天，西门庆和潘金莲果然都依计而行，故意让肥仙姑捉奸在床，肥仙姑要求西门庆留下500两银子，否则去告官，西门庆只得听话，当时他身上只有300两，他答应第二天再送200两来。第二天西门庆来送银子，又被潘金莲骗到了床上，这时候武大郎来敲诈西门庆，肥仙姑也来敲诈西门庆，但是肥仙姑和武大郎都互不知情，两人争吵起来，这时候，西门庆趁机溜走，但是被武大郎抓住衣衫并且骑到他背上，西门庆往门外一甩，把武大郎甩下了楼梯，西门庆夺路而逃。回家之后，潘金莲和武大郎兴奋不已，因为又敲诈了西门庆大把的银子。蒙在鼓里的西门庆和肥仙姑、潘金莲一起盘算毒死武大郎，武大郎则装死。在武大郎的灵堂前，西门庆、潘金莲和肥仙姑三人一起庆祝武大郎的去世，武大郎则装鬼来敲诈，但是武松突然归家，打破了计划，武大郎只得敲诈5000两银票走了。次日，武大郎才告诉弟弟武松是敲诈西门庆，西门庆以为自己真的害死了武大郎，拿全部家当到酒店里和武松会面，中途武松等人跟西門慶的手下打鬥到知县来了，並經過一連串調查後，带走了摔下樓的西门庆及肥仙姑。最後武松亦私自帶走所有銀子並再次落跑上梁山當山寨王。

## 演出
| 演员   | 角色     | 备注                               |
| 许冠杰 | 武松     | 武大郎弟弟，為陽谷縣都頭           |
| 毛舜筠 | 潘金莲   | 武大郎妻子，與丈夫合作敲詐別人金錢 |
| 许冠英 | 西门庆   | 陽谷縣首富，最後被判進秦城監獄     |
| 吴孟达 | 武大郎   | 潘金莲丈夫，與妻子合作敲詐別人金錢 |
| 沈殿霞 | 肥仙姑   | 對西门庆有好感，最後被判進秦城監獄 |
| 黃霑   | 烏龍知县 | 陽谷縣知縣                         |
| 高志森 | 书生     | 高志森同時為本片導演之一           |
| 吴志雄 | 史进     | 绰号九纹龙                         |
| 黄光亮 | 林冲     | 绰号豹子头                         |
| 黄百鸣 | 宋江     | 绰号及时雨                         |

## 制作方
- 出品人：黄百鸣、黄克海
- 造型：谢凤仪
- 录音：陈志坚
- 动作指导：卢占美
- 化妆：董瀚云
- 特技：丁达大

## 曲目
片中不少對唱歌曲皆是一些粵語長片巨星主唱歌曲改編而成。
插曲填词：谷德昭、张肇麟、高志森
- 《最多Kiss吓》（原曲：難騎桃花馬），演唱：许冠杰、毛舜筠
- 《今时不同往日》（原曲：情侶配給難），演唱：许冠杰、毛舜筠、吴孟达
- 《花靓仔CEL》（原曲：鬧交歌），演唱：许冠杰、毛舜筠
- 《你是我达令》（原曲：噢 ! 我地個打令），演唱：许冠英、毛舜筠
- 《飲勝》、《夜夜念奴娇》、《冰冻啤酒》（原曲：杯酒當歌）、《咪當我老襯》（電影片尾曲），演唱：许冠杰
- 《地长久天拥有》，演唱：沈殿霞

## 制作
毛舜筠版潘金莲被誉为搞笑放荡版的潘金莲。